# Channelrhodopsine

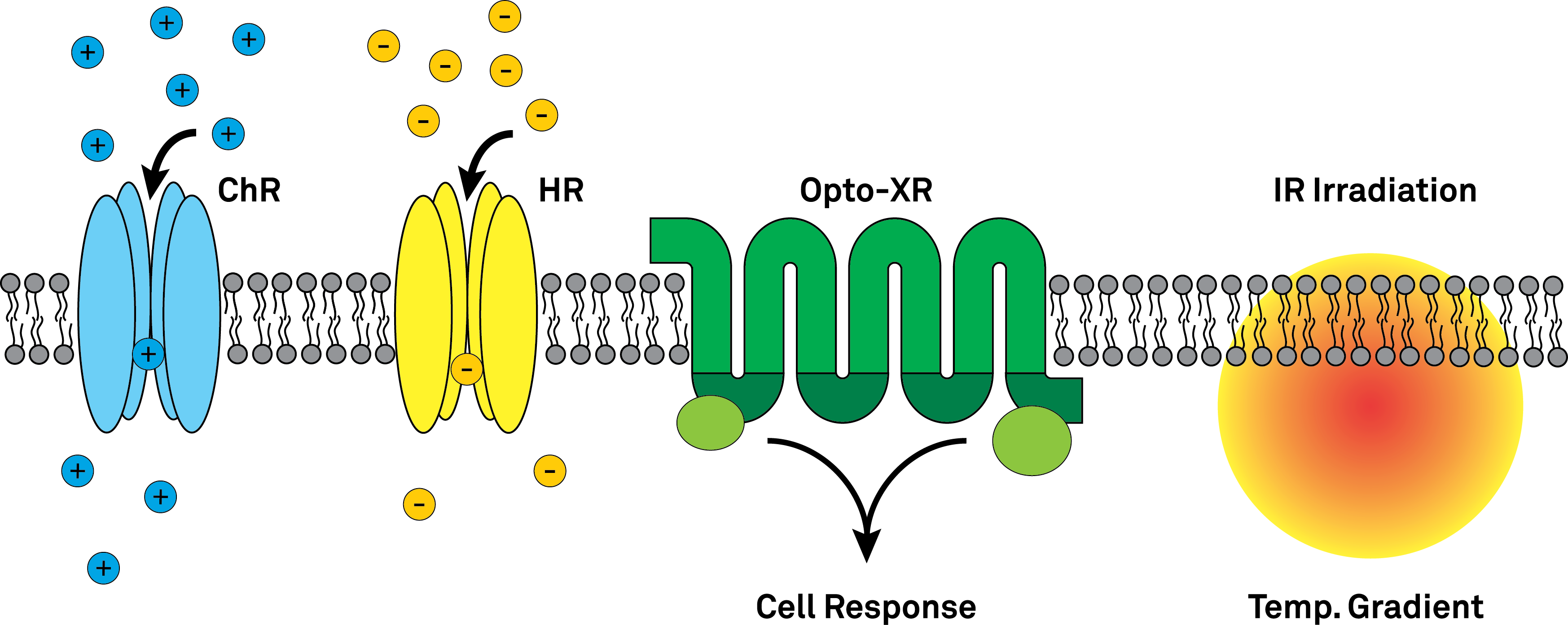
Schéma de fonctionnement optogénétique à partir de la stimulation via Channelrhodopsines (en bleu)

Les channelrhodopsines sont une sous-famille de protéines rétinylidènes (rhodopsines) qui fonctionnent comme des canaux ioniques commandés par la lumière.
Elles servent de photorécepteurs sensoriels chez les algues vertes unicellulaires, contrôlant la phototaxie, c'est-à-dire le mouvement en réponse à la lumière.
Exprimées dans les cellules d'autres organismes, elles permettent à la lumière de contrôler l'excitabilité électrique, l'acidité intracellulaire, l'influx de calcium et d'autres processus cellulaires (voir optogénétique).
La channelrhodopsine-1 (ChR1) et la channelrhodopsine-2 (ChR2) de l'organisme modèle Chlamydomonas reinhardtii sont les premières channelrhodopsines découvertes.
Des variantes sensibles à différentes couleurs de lumière ou sélectives pour des ions spécifiques (ACR, KCR) ont été clonées à partir d'autres espèces d'algues et de protistes.

## Historique
La phototaxie et la photo-orientation des microalgues ont été étudiées pendant plus de cent ans dans de nombreux laboratoires à travers le monde.
En 1980, Ken Foster développe la première théorie complète sur la fonctionnalité des yeux des algues. À cette époque, il analyse également les spectres d'action déjà publiés et complète la recherche sur les cellules aveugles avec des analogues rétiniens, ce qui confirme la conclusion que le photorécepteur des réponses de motilité, chez les chlorophycées, est bien la rhodopsine.
Les photocourants des chlorophycées Heamatococcus pluvialis et Chlamydomonas reinhardtii ont été étudiés pendant de nombreuses années par les groupes d'Oleg Sineshchekov et de Peter Hegemann. Sur la base de la spectroscopie d'action et d'enregistrements simultanés de photocourants et de battements flagellaires, il a été déterminé que les courants des photorécepteurs et les mouvements flagellaires qui s'ensuivent sont médiés par la rhodopsine et contrôlent la phototaxie et les réponses photophobes. L'augmentation extrêmement rapide du courant du photorécepteur après un bref flash lumineux a permis de conclure que la rhodopsine et le canal sont intimement liés dans un complexe protéique, voire dans une seule protéine,.
Le nom «channelrhodopsine» est inventé à partir du terme anglais pour «canal» (channel, lui-même issu de l'ancien français «chenal») pour mettre en évidence cette propriété inhabituelle. Les séquences nucléotidiques des rhodopsines désormais appelées channelrhodopsines ChR1 et ChR2 ont finalement été découvertes dans un projet de séquençage EST à grande échelle chez C. reinhardtii.
La soumission indépendante des mêmes séquences à GenBank par trois groupes de recherche a généré une confusion quant à leur dénomination : les noms cop-3 et cop-4 ont été utilisés pour la soumission initiale par le groupe de Hegemann (2002) ; csoA et csoB par le groupe de Spudich (2002) ; et acop-1 et acop-2 par le groupe de Takahashi (2003). Les deux séquences se sont avérées fonctionner comme des canaux cationiques activés par la lumière à un seul composant dans les ovocytes de Xenopus et les cellules rénales humaines (HEK),.
Leurs rôles dans la génération de courants photorécepteurs dans les cellules algales ont été caractérisés par Oleg Sineshchekov, Kwang-Hwan Jung et John Spudich d'une part, et Peter Berthold et Peter Hegemann d'autre part.

## Structure

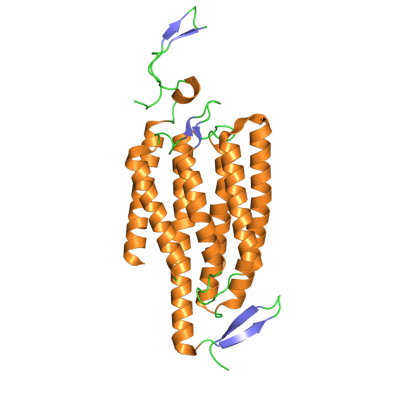
Structure cristalline de la channelrhodopsine. APB 3ug9

Structurellement, les Channelrhodopsines sont des protéines de rétinylidène. Ce sont des protéines à sept transmembranes comme la rhodopsine, et elles contiennent le chromophore tout- trans-rétinal isomérisable à la lumière (un dérivé aldéhydique de la vitamine A).
Le chromophore rétinien est lié de manière covalente au reste de la protéine par une base de Schiff protonée. Alors que la plupart des protéines 7-transmembranaires sont des récepteurs couplés aux protéines G qui ouvrent indirectement d'autres canaux ioniques via des seconds messagers (c'est-à-dire qu'elles sont métabotropes), les channelrhodopsines forment directement des canaux ioniques (elles sont ionotropes). Cela rend la dépolarisation cellulaire extrêmement rapide, robuste et utile pour les applications de bio-ingénierie et de neurosciences, y compris la photostimulation.

## Fonction

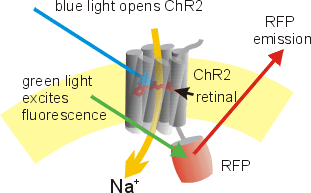
Schéma de construction d'une fusion ChR2-RFP

Le ChR2 «naturel» absorbe la lumière bleue à un spectre d'absorption et d'action maximum de 480 nm. Lorsque le complexe trans-rétinien absorbe un photon, il induit un changement conformationnel trans à 13-cis-rétinien. Ce changement en introduit un autre dans la protéine transmembranaire, ouvrant le pore à au moins 6 Å.
En quelques millisecondes, la rétine se détend et revient à la forme tout-trans, fermant le pore et arrêtant le flux d'ions. La plupart des channelrhodopsines naturelles sont des canaux cationiques non spécifiques (CCR), conducteurs des ions H +, Na +, K + et Ca 2+ .
Les channelrhodopsines conductrices d'anions (ACR) récemment découvertes et les channelrhodopsines sélectives au potassium (HcKCR1, HcKCR2) ont été analysées structurellement pour comprendre leur sélectivité ionique,. Les ACR et les KCR ont été utilisés pour inhiber l'activité neuronale.

## Outil moléculaire
En 2005, trois groupes de recherche ont séquentiellement prouvé que ChR2 pouvait servir d'outil de contrôle à distance optique génétiquement ciblé (optogénétique) des neurones, des circuits neuronaux et du comportement.
Dans un premier temps, le laboratoire de Karl Deisseroth a démontré que ChR2 pouvait être déployé pour contrôler les neurones de mammifères in vitro, atteignant une précision temporelle de l'ordre de la milliseconde (à la fois en termes de délai de pointe et en termes de gigue temporelle). Parce que toutes les opsines ont besoin de rétine comme cofacteur de détection de la lumière et qu'il n'était pas clair si les cellules nerveuses centrales des mammifères contiendraient des niveaux de rétine suffisants, mais c'est le cas. Il a également montré, malgré la faible conductance monocanal, une puissance suffisante pour conduire les neurones de mammifères au-dessus du seuil du potentiel d'action. À partir de là, la channelrhodopsine est devenue le premier outil optogénétique, par lequel l'activité neuronale pourrait être contrôlée avec la précision temporelle à laquelle les neurones fonctionnent (millisecondes).
Une deuxième étude a été publiée plus tard confirmant la capacité de ChR2 à contrôler l'activité neuronale de vertébrés, à ce moment dans la moelle épinière du poussin. Cette étude était la première dans laquelle ChR2 était exprimé aux côtés d'un «silenceur optique, la rhodopsine de vertébré -4 dans ce cas, démontrant pour la première fois que les cellules excitables pouvaient être activées et réduites au silence à l'aide de ces deux outils simultanément, illuminant le tissu à différentes longueurs d'onde.
Il a été démontré que ChR2, s'il est exprimé dans des neurones ou des cellules musculaires spécifiques, peut évoquer des comportements prévisibles, c'est-à-dire peut contrôler le système nerveux d'un animal en bonne santé, dans ce cas le ver nématode C. elegans. C'était la première fois que ChR2 utilisait ChR2 pour diriger le comportement d'un animal dans une expérience optogénétique, rendant ce type de cellule spécifiée soumis à une «télécommande optique».
Bien que les deux aspects aient été illustrés plus tôt cette année-là par le groupe de Gero Miesenböck, utilisant le canal ionique – indirectement – photosensible P2X2, ce sont désormais les opsines microbiennes comme la channelrhodopsine qui dominent le domaine du contrôle à distance des cellules excitables, en raison de la puissance, de la vitesse, de la «ciblabilité», de la facilité d'utilisation et de la précision temporelle de l'activation optique directe, ne nécessitant aucun composé chimique externe tel que des ligands.
Pour surmonter ses principaux inconvénients – faible conductance monocanal (surtout en régime permanent), limitation à une longueur d'onde d'excitation optimale (~ 470 nm, bleu) ainsi qu'un temps de récupération relativement long, ne permettant pas le déclenchement contrôlé des neurones au-dessus 20–40 Hz — ChR2 a été optimisé par génie génétique.
Une mutation ponctuelle H134R (échange de l'amino-acide histidine en position 134 de la protéine native contre une arginine) entraîne une augmentation de la conductance à l'état d'équilibre, comme décrit dans un article de 2005 qui établit également ChR2 comme un outil optogénétique chez C. elegans. En 2009, le laboratoire de Roger Tsien optimise ChR2 et réussi une nouvelle augmentation de la conductance à l'état d'équilibre, tout en réduisant considérablement la désensibilisation en créant des chimères de ChR1 et ChR2 et en mutant des acides aminés spécifiques, produisant ChEF et ChIEF,.
En 2010, les groupes de Hegemann et Deisseroth introduisent la mutation E123T dans le ChR2 natif, produisant ChETA, qui a une  cinétique «on» et «off» plus rapide, permettant le contrôle des potentiels d'action individuels à des fréquences allant jusqu'à 200 Hz (dans les types cellulaires appropriés),.
Les groupes de Hegemann et Deisseroth ont également découvert que l'introduction de la mutation ponctuelle C128S fait, du dérivé ChR2 résultant, un outil à fonction échelon : une fois «allumé» par la lumière bleue, ChR2 (C128S) reste «ouvert» jusqu'à ce qu'il soit éteint par une lumière jaune – modification qui détériore la précision temporelle, mais augmente la sensibilité à la lumière de deux ordres de grandeur. Ils ont également découvert et caractérisé VChR1 dans l'algue multicellulaire Volvox carteri. VChR1 ne produit alors que de minuscules photocourants, mais avec un spectre d'absorption décalé vers le rouge par rapport à ChR2.
En utilisant des parties de la séquence ChR1, l'amplitude du photocourant a ensuite été améliorée pour permettre l'excitation de deux populations neuronales à deux longueurs d'onde distinctes.
Le groupe de Deisseroth est pionnier de nombreuses applications chez les animaux vivants, tel chez des rongeurs in vivo. Ce groupe développe aussi l'induction optogénétique de l'apprentissage chez les rongeurs, le traitement expérimental de la maladie de Parkinson chez les rats,, et sa combinaison avec l'IRMf (opto-IRMf).
D'autres laboratoires ont travaillé sur la combinaison de la stimulation de ChR2 avec l'imagerie calcique (par FRET) pour des expériences tout optique, la cartographie des circuits neuronaux à longue portée et locaux, l'expression de ChR2 à partir d'un locus transgénique - directement ou dans le paradigme conditionnel Cre-lox – ainsi que l'excitation à deux photons de ChR2, permettant l'activation de cellules individuelles,,.
En mars 2013, le «Prix du cerveau» (Grete Lundbeck European Brain Research Prize) a été décerné conjointement à Bamberg, Boyden, Deisseroth, Hegemann, Miesenböck et Nagel pour «leur invention et le raffinement de l'optogénétique».
La même année, Hegemann et Nagel reçoivent le prix Louis-Jeantet de médecine pour «la découverte de la channelrhodopsine».
En 2015, Boyden et Deisseroth ont reçu le prix Breakthrough en sciences de la vie et en 2020, Miesenböck, Hegemann et Nagel reçoivent le prix Shaw en sciences de la vie et médecine pour le développement de l'optogénétique.

## Channelrhodopsines-outils
Les channelrhodopsines sont des outils clés en optogénétique.
L'extrémité C-terminale de la Channelrhodopsine-2 s'étend dans l'espace intracellulaire et peut être remplacée par des protéines fluorescentes sans affecter la fonction du canal.
Ce type de fusion peut être utile pour visualiser la morphologie des cellules exprimant la ChR2, c'est-à-dire indiquer simultanément quelles cellules sont marquées avec FP et permettre un contrôle de l'activité par la channelrhodopsine,. Il a été démontré que des mutations ponctuelles proches de la poche de liaison rétinienne affectent les propriétés biophysiques de la channelrhodopsine, résultant en la création d'une variété « d'outils » différents.

### Cinétique
La fermeture du canal après activation optique peut être considérablement retardée par la mutation des résidus protéiques C128 ou D156. Cette modification donne naissance à des channelrhodopsines supersensibles pouvant être ouvertes par une impulsion de lumière bleue et fermées par une impulsion de lumière verte ou jaune (appelées opsines à fonction étape),,. La mutation du résidu E123 accélère la cinétique des canaux (ChETA), et les mutants ChR2 résultants ont été utilisés pour doper les neurones jusqu'à 200 Hz. En général, les populations de channelrhodopsines à cinétique lente sont plus sensibles à la lumière, car les canaux ouverts s'accumulent, même à de faibles niveaux de lumière.

### Amplitude du photocourant
Les mutants H134R et T159C présentent des photocourants accrus, et une combinaison de T159 et E123 (ET/TC) présente des photocourants légèrement plus importants et une cinétique légèrement plus rapide que le ChR2 in vivo.
ChIEF, une chimère et un mutant occasionnel de ChR1 et ChR2, présente des «photocourants» importants, peu de désensibilisation et une cinétique similaire à celle du ChR2 in vivo.
Les variantes ChR2-XXL produisent des photocourants extrêmement importants et sont très réactifs à la lumière.

### Longueur d'onde
Des channelrhodopsines chimériques ont été développées en combinant des hélices transmembranaires de ChR1 et VChR1, conduisant au développement de ChR avec des décalages spectraux rouges (tels que C1V1 et ReaChR),. ReaChR améliore le trafic membranaire et une forte expression dans les cellules de mammifères, et a été utilisé pour l'activation transcrânienne des motoneurones du tronc cérébral.
Les recherches de séquences homologues dans d'autres organismes ont donné des channelrhodpsines spectralement améliorées et plus fortement décalées vers le rouge (Chrimson).
En combinaison avec ChR2, ces channelrhodopsines sensibles à la lumière jaune/rouge permettent de contrôler indépendamment deux populations de neurones avec des impulsions lumineuses de couleurs différentes,.
Une channelrhodopsine décalée vers le bleu a été découverte dans l'algue Scherffelia dubia. Après quelques travaux d'ingénierie visant à améliorer le trafic et la vitesse de la membrane, l'outil résultant (CheRiff) a produit de grands photocourants à une excitation de 460 nm. Il a été combiné avec un indicateur de calcium génétiquement codé jRCaMP1b dans un système entièrement optique appelé OptoCaMP.

### Sélectivité ionique
La plupart des channelrhodopsines sont des canaux cationiques non spécifiques. Lorsqu'elles sont exprimées dans les neurones, elles conduisent principalement des ions Na+ et sont donc dépolarisantes.
Des variantes avec une perméabilité au calcium modérée à élevée ont été conçues (CatCh, CapChRs),. Des channelrhodopsines spécifiques au K+ (KCR, WiChR) ont été récemment découvertes chez divers protistes,.
Lorsqu'elles sont exprimées dans les neurones, les channelrhodopsines sélectives du potassium hyperpolarisent la membrane lors d'un éclairage, empêchant ainsi des pointes de polarité.
La mutation de E90 en acide aminé chargé positivement, l'arginine, transforme la channelrhodopsine d'un canal cationique non spécifique en un canal conducteur de chlorure (ChloC). La sélectivité pour Cl- peut être améliorée en remplaçant les résidus chargés négativement dans les pores du canal, rendant le potentiel d'inversion plus négatif,. Les canalrhodopsines conductrices d'anions (iChloC, iC++, Gt ACR) inhibent le pic neuronal en culture cellulaire et in vivo lorsqu'elles sont éclairées par la lumière bleue.

## Applications
Les channelrhodopsines peuvent être facilement exprimées dans des cellules excitables telles que les neurones en utilisant diverses techniques de transfection (transfection virale, électroporation, pistolet à gènes) ou chez des animaux transgéniques.
Le pigment rétinal absorbant la lumière est présent dans la plupart des cellules (des vertébrés) sous forme de vitamine A, permettant de photostimuler les neurones sans ajouter de composés chimiques.
Avant la découverte des channelrhodopsines, les neuroscientifiques se limitaient à enregistrer l'activité des neurones du cerveau et à corréler cette activité avec le comportement. Cela ne suffit pas à prouver que l’activité neuronale enregistrée est réellement à l’origine de ce comportement. Le contrôle des réseaux de cellules génétiquement modifiées par la lumière, un domaine émergent connu sous le nom d'optogénétique, permet désormais aux chercheurs d'explorer le lien de causalité entre l'activité d'un groupe spécifique de neurones et des événements mentaux, par exemple la prise de décision. Le contrôle optique du comportement a été démontré chez les nématodes, les mouches des fruits, le poisson zèbre et les souris,. Récemment, des canalrhodopsines conductrices de chlorure ont été conçues et ont également été trouvées dans la nature,. Ces outils peuvent être utilisés pour faire taire les neurones dans des cultures cellulaires et chez des animaux vivants par inhibition de dérivation ,.
L’utilisation de plusieurs couleurs de lumière élargit les possibilités des expériences optogénétiques. Le ChR2 sensible à la lumière bleue et l'halorhodopsine de pompe à chlorure activée par la lumière jaune permettent ensemble une activation optique «multicolore» et le silencement de l'activité neuronale,. Une autre paire intéressante est le canal chlorure (sensible à la lumière bleue Gt ACR2) et le canal cationique «Chrimson» (sensible à la lumière rouge), combinés en une seule protéine (BiPOLES) pour un contrôle bidirectionnel du potentiel membranaire.
En utilisant ChR2 marqué par fluorescence, les axones et les synapses stimulés par la lumière peuvent être identifiés. C'est particulièrement utile pour étudier les événements moléculaires lors de l'induction de la plasticité synaptique,.
Les réseaux neuronaux ainsi cultivés peuvent être stimulés pour exécuter certains comportements souhaités pour des applications en robotique et en contrôle.
ChR2 fut aussi utilisé pour cartographier les connexions à longue distance, d'un côté à l'autre du cerveau, et pour cartographier l'emplacement spatial des entrées sur l'arbre dendritique des neurones individuels,.
En 2006, une transfection avec la Channelrhodopsine a redonné la vue à des souris aveugles.
Les neurones peuvent tolérer l'expression de ChR pendant une longue période et plusieurs laboratoires testent la stimulation optogénétique pour répondre à des besoins médicaux.
Chez les souris aveugles, la fonction visuelle peut être partiellement restaurée en exprimant ChR2 dans les cellules internes de la rétine,.
En 2021, le ChR «ChrimsonR» – sensible à la lumière rouge – a été administré par voie virale dans les yeux d'un patient humain souffrant de rétinite pigmentaire, conduisant à une récupération partielle de sa vision,.
Les implants optiques cochléaires fonctionnent bien lors d'expérimentations animales et font l'objet d'essais cliniques depuis le milieu des années 2010,,. À l'avenir, les ChR pourraient trouver encore plus d'applications médicales, par exemple pour une stimulation cérébrale profonde de patients parkinsoniens ou pour contrôler certaines formes d'épilepsie.